# Symphony X (албум)
Symphony X је први албум северноамеричког прогресив метал бенда . Иако носи њихов карактеристични звук, није цењен као њихови каснији албуми, веоратно због 

## Извођачи
- Rod Tyler - вокал
- Michael Romeo - гитара
- Thomas Miller - Бас
- Michael Pinnella - Клавијатура
- Jason Rullo - Бубњеви